# Manderson (Wyoming)
Manderson város az USA Wyoming államában,  Big Horn megyében. Lakosainak száma 88 fő (2020. április 1.).

## Népesség
A település népességének változása:

| 2010 | 114 |
| 2020 | 88  |